# Fisk (livsmedel)
Denna artikel handlar om fisk som livsmedel. Se fiskar för fisk som djur. Se även Fisk (olika betydelser).

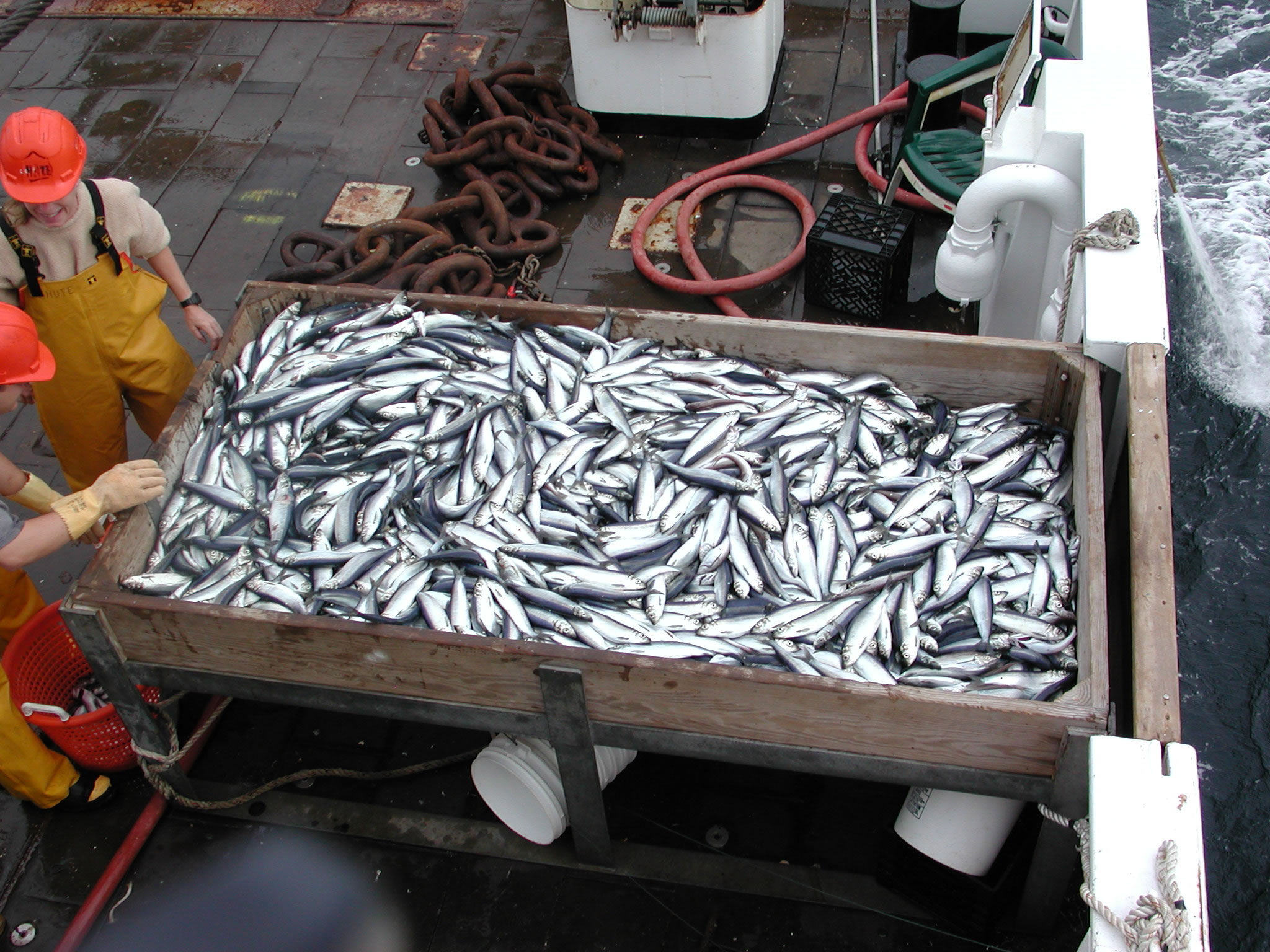
Fiskare med infångade sillar.

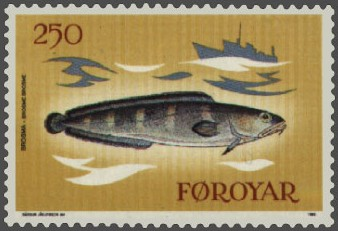
Lubb och fiskefartyg på ett frimärke från Färöarna

Fisk är ett livsmedel som har fångats och ätits under hela människans historia. Den vars yrke är att fånga fisk är fiskare.
Fisk är ett av de mest betydelsefulla livsmedlen på jorden, särskilt på Grönland, där större delen av kosten består av fisk. Fisken i havet kräver ingen odling, utplantering eller någon annan typ av sådd. På senare år hade det dock börjat förekomma fiskodlingar i större skala, då främst av rovfiskar som atlantlax, i bland annat Norge och Sydostasien, samtidigt som sjöar och hav har drabbats av utfiskning.
Fisk är huvudföda för många människor och djur, och är skadlig bara om den innehåller stora halter av miljögifter eller lagrats fel. Bland annat ombildas vid felaktig (för varm) lagring vissa ämnen i gälarna till thiaminas, ett enzym som förstör B-vitamin i kroppen, och kan leda till allvarlig och dödlig akut B-vitaminbrist.
De största fiskansamlingarna finns där näringskällorna är störst, vilket ger de högsta talen för biomassa i lite kallare vatten, särskilt vid uppvällningar. Förr i tiden var begreppet fisk mycket bredare och innefattade de flesta vattenlevande djur, däribland kräftdjur, sjöstjärnor och valar. Vi har kvar ord som bläckfisk (ett blötdjur) i svenskan.

## Matlagning

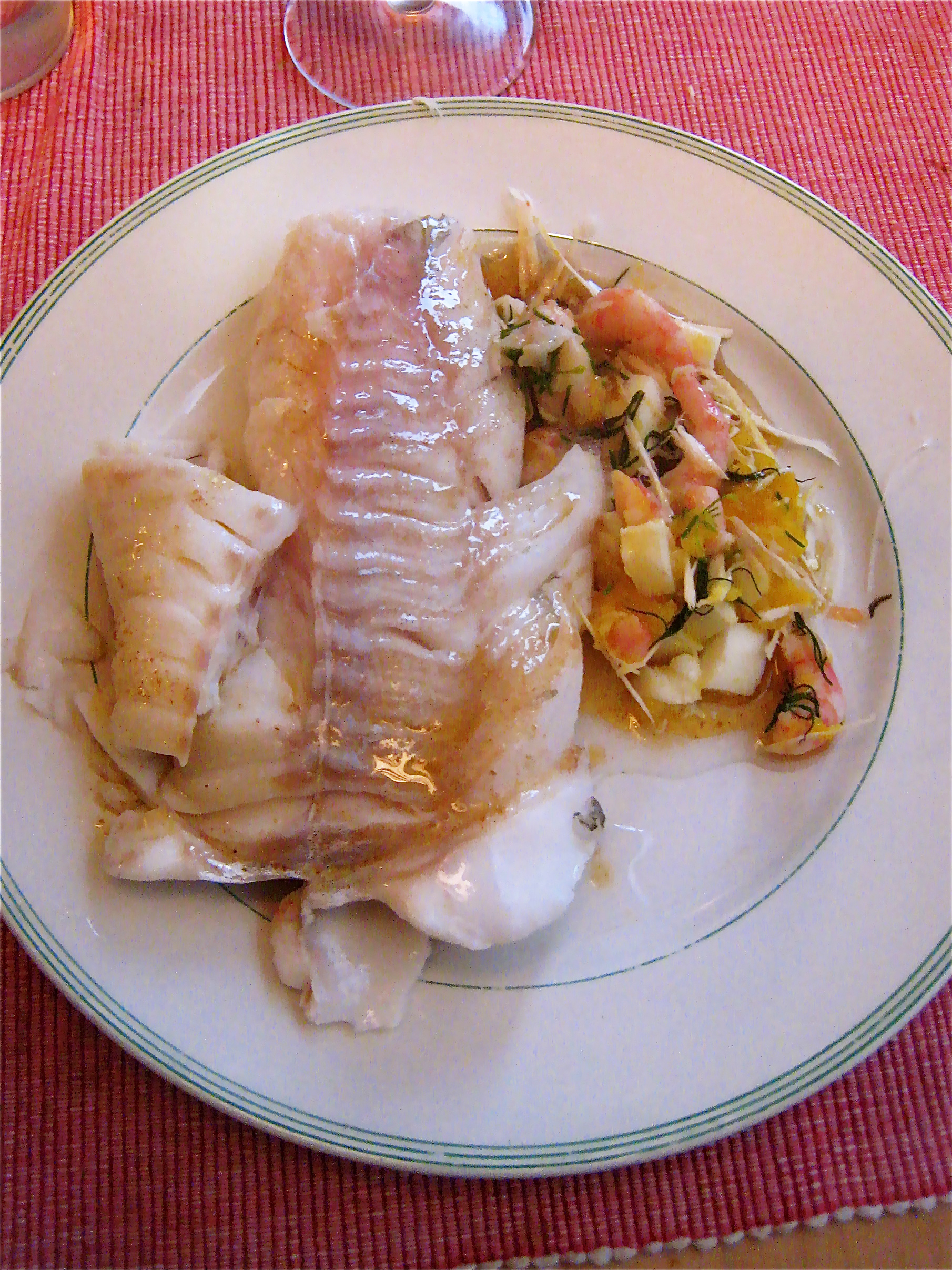
Rimmad, kokt torsk serverad med ägg, räkor, dill, pepparrot och brynt smör.

Fisk delas ofta in i kategorierna fet respektive mager fisk. Skillnaden i fettinnehållet påverkar såväl näringsinnehåll som smak och tillagningssätt. Fet fisk innehåller stora mängder omega 3-fettsyror som eikosapentaensyra (EPA) och dokosahexaensyra (DHA), men kan också lagra större mängder miljögifter som dioxin och polyklorerade bifenyler.
Fisk kan innehålla parasiter. Dessa dör vid tillagning (minst 60 grader i en minut) och vid djupfrysning i flera dygn. Odlad lax är dock vanligen parasitfri.

### Fet fisk
Fet fisk avser fisk med högt fettinnehåll. Exempel på feta fiskarter är:
- Atlantlax
- Makrill
- Sill och strömming
- Sardin
- Öring

### Mager fisk
Mager fisk avser fisk med lågt fettinnehåll. Exempel på magra fiskarter är:
- Abborre
- Gädda
- Torsk

## Odling
Några exempel på vanliga odlade fiskar:
- Regnbågsöring (Oncorhynchus mykiss)
- Atlantlax (Salmo salar)
- Fjällröding (Salvelinus sp.)
- Insjööring (Salmo trutta lacustris)

## Miljögifter
En undersökning gjord av Naturskyddsföreningen 2011 visar på oroande förekomst av miljögifter i matfisk.
| Ursprung                    | Fisk                                 | Plats i näringskedjan   | Kvicksilver | Metylkvicksilver (500 µg) | Kadmium         | Bly (300 µg) | PBDE (0.016 µg) | Dioxiner, furaner och dioxinlika PCBer (8 ng) | Isononylfenol | Bisfenol A | DDT (1200 µg) | PFOS (9.1 µg) |
| --------------------------- | ------------------------------------ | ----------------------- | ----------- | ------------------------- | --------------- | ------------ | --------------- | --------------------------------------------- | ------------- | ---------- | ------------- | ------------- |
| Kenya – odlad               | Tilapia (Oreochromis niloticus)      | Plankton- och växtätare | 0           |                           |                 |              |                 | 0                                             |               | 5.6 mg/kg  |               |               |
| Uganda                      | Nilabborre (Lates niloticus)         | Rovfisk                 | >0          |                           |                 |              |                 |                                               |               |            |               |               |
| Sydafrika – Indiska oceanen | Cape Salmon (Atractoscion aequidens) | Rovfisk                 | 120 µg      | 55 µg                     |                 | 220 µg       |                 |                                               |               |            |               |               |
| Malaysia – Stilla Havet     | Torpedo Scad (Megalaspis cordyla)    | Rovfisk                 | >0          |                           | 40 µg (50 µg)   |              | 0.039 µg        |                                               |               |            |               | 2.2 µg        |
| Filippinerna – Stilla Havet | Skipjack Tuna (Katsuwonus pelamis)   | Rovfisk                 | >0          |                           | 170 µg (100 µg) |              | 0.069 µg        |                                               |               |            |               |               |
| Ecuador – Stilla havet      | Red Snapper (Lutjanus campechanus)   | Rovfisk                 | >0          |                           |                 |              |                 | 0                                             |               |            |               |               |
| Honduras – Kar. havet       | Jurel (Caranx sp.)                   | Rovfisk                 | 330 µg      | 95 µg                     |                 |              | 0.034 µg        |                                               | 10 mg/kg      |            | >0            | 1.5 µg        |
| Sverige - Vättern           | Storröding, (Salvelinus umbla)       | Rovfisk                 | 150 µg      | 140 µg                    |                 |              | 5.6 µg          | 14 ng                                         |               |            | 94.6 µg       | 21.1 µg       |
| Norge - odlad               | Lax (Salmo salar)                    | Rovfisk                 | 0           |                           |                 |              | 0.98 µg         | 0.9 ng                                        |               |            | >0            |               |
| Sverige - Nordsjön          | Gråsej (Pollachius virens)           | Rovfisk                 | >0          |                           |                 |              | 0.077 µg        |                                               |               |            |               |               |
| Sverige - Nordsjön          | Sill (Clupea harengus)               | Planktonätare           | >0          |                           |                 |              | 0.49 µg         | 1.3 ng                                        |               |            | >0            |               |

1. ↑  DDT hittades i Svensk lax

Ftalat av typen DINP kunde detekteras i muskler från Torpedo Scad från Malaysia (28 mg/kg). Sannolikt beroende på kontaminering av provet.
Alkylfenoler och bisfenoler hittades inte i några muskler.
Tert-oktylfenol och 4-isononylfenol hittades i galla från filippinsk Skipjack Tuna med 1,1 mg/kg respektive 49 mg/kg.
Icke-plana PCB:er hittades inte i något av proven.

### Elektroniska källor
1. 1 2  ”Råd om fisk”. Livsmedelsverket. 7 juni 2012. Arkiverad från originalet den 18 april 2013. https://archive.is/20130418093813/http://www.slv.se/grupp1/Mat-och-naring/Kostrad/Rad-om-fisk/. Läst 10 september 2012.
2. 1 2 3 4 5 6  naturskyddsforeningen.se - Den flamsäkra fisken, som kan påverka människans fertilitet Arkiverad 16 maj 2024 hämtat från the Wayback Machine. (.pdf) 2011-11-18
3. ↑  ”gp.se - Rapport om matfisk görs om”. Arkiverad från originalet den 4 mars 2016. https://web.archive.org/web/20160304225821/http://www.gp.se/nyheter/sverige/1.781543-rapport-om-matfisk-gors-om. Läst 24 november 2011.
4. 1 2 3  naturskyddsforeningen.se - Den flamsäkra fisken, som kan påverka människans fertilitet Arkiverad 16 maj 2024 hämtat från the Wayback Machine. (.pdf) 2011-11-18
5. ↑  naturskyddsforeningen.se -  Miljögifter i matfisk oroar / Rädda mannen! Arkiverad 9 mars 2012 hämtat från the Wayback Machine. 2011-11-18